# Odontesthes perugiae
Odontesthes perugiae es una especie de agua dulce del género de peces Odontesthes, de la familia Atherinopsidae en el orden Atheriniformes. Habita en aguas del Cono Sur de América del Sur, y es denominada comúnmente juncalero, pejerrey pigmeo o pejerrey de verano. Esta especie alcanza pocos centímetros de largo total. Pese a su reducido tamaño es muy buscado por los pescadores deportivos especialmente en competencias deportivas. 

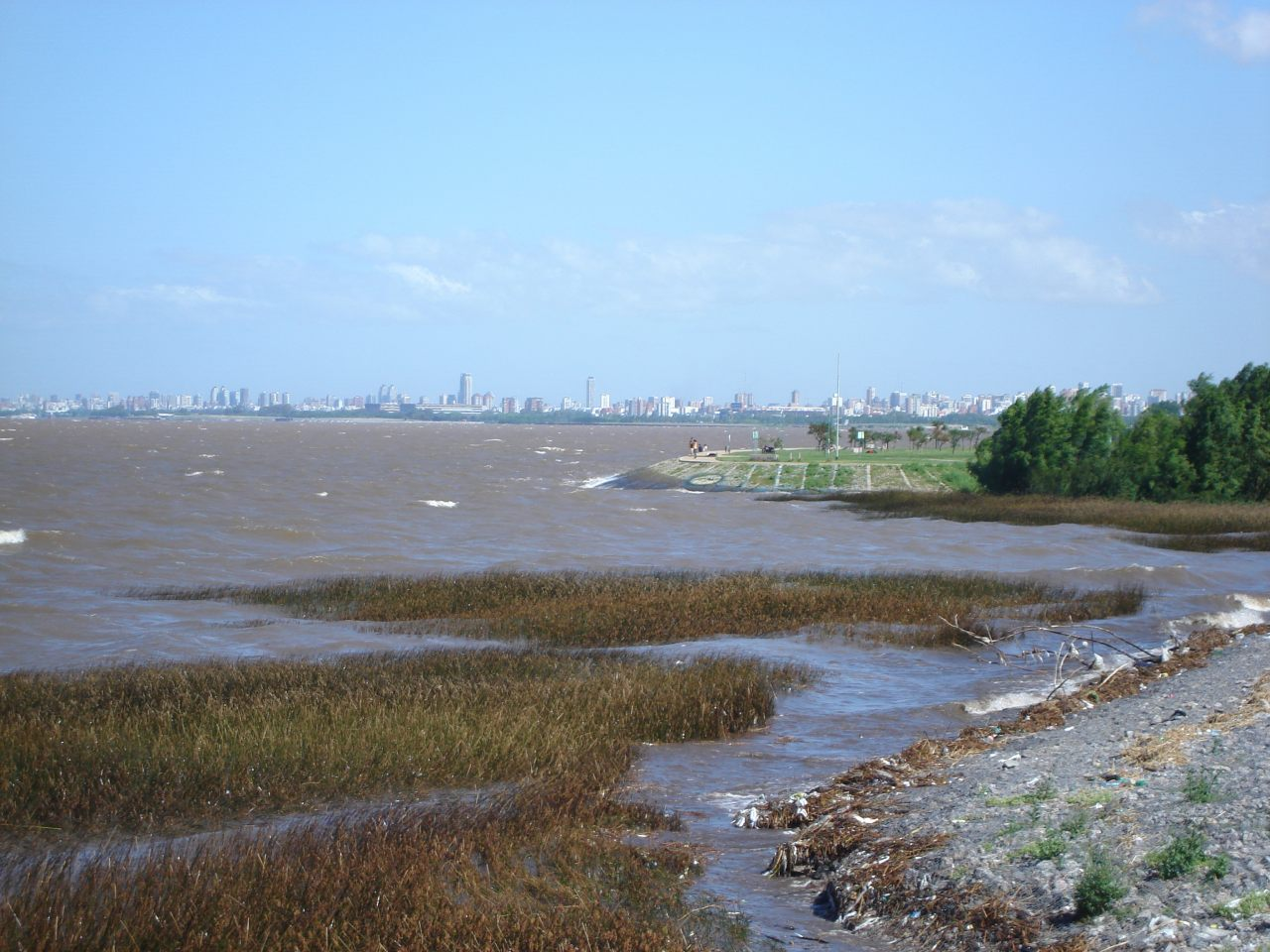
Las aguas ribereñas dominadas por el junco (Schoenoplectus californicus) son el hábitat característico de esta especie.

## Distribución y hábitat
Odontesthes perugiae habita en cursos fluviales de agua dulce de aguas templadas a templado-cálidas de Uruguay el extremo sur del Brasil y el este de la Argentina. 
Es exclusivo de la cuenca del Plata, en el delta del Paraná, los ríos Paraná medio e inferior, Uruguay medio e inferior alcanzando por el sur el tramo superior del Río de la Plata.
Su hábitat preferencial, el que le valió su nombre vulgar, son las densas agrupaciones de juncos (Schoenoplectus californicus) que crecen en las aguas bajas junto a las riberas. Gracias a su pequeño tamaño, puede nadar fácilmente entre los tallos, buscando alimento y a la vez, refugio contra los predadores.

## Taxonomía
Esta especie fue descrita originalmente en el año 1906 por los ictiólogos estadounidenses Barton Warren Evermann y William Converse Kendall.
Se la incluye en el subgénero Odontesthes del género Odontesthes; de este último es la especie tipo.
Localidad tipo
Fue descrita sobre la base de un único ejemplar, sin localidad precisa, por lo que la localidad tipo fue definida de manera ambigua como: «Argentina».